# Oxytropis katangensis
Oxytropis katangensis är en ärtväxtart som beskrevs av Nina Alexandrovna Basilevskaja. Oxytropis katangensis ingår i släktet klovedlar, och familjen ärtväxter. Inga underarter finns listade i Catalogue of Life.